# Werner Delle Karth
Werner Delle Karth (Innsbruck, 18 maggio 1941) è un ex bobbista austriaco.
È il figlio del combinatista nordico Walter Delle Karth Sr. nonché il fratello di Walter e di Dieter, a loro volta bobbisti di livello internazionale, e il padre di Nico, velista olimpionico.

## Biografia
Attivo durante gli anni settanta come pilota per la squadra nazionale austriaca, ha partecipato a due edizioni dei Giochi olimpici invernali: a Sapporo 1972 si classificò al tredicesimo posto nel bob a due e al settimo nel bob a quattro; quattro anni dopo, a Innsbruck 1976, gareggiò unicamente nella disciplina a quattro, piazzandosi in sesta posizione.
Ha inoltre preso parte ad alcune edizioni dei campionati mondiali, conquistando in totale due medaglie. Nel dettaglio i suoi risultati nelle prove iridate sono stati, nel bob a due: quarto a Sankt Moritz 1974; nel bob a quattro: medaglia d'argento a Lake Placid 1973 con il fratello Walter, Hans Eichinger e Fritz Sperling e medaglia di bronzo a Sankt Moritz 1974 con gli stessi compagni.
Agli europei ha invece conquistato una medaglia di bronzo nel bob a quattro, ottenuta a Sankt Moritz 1972.

## Palmarès

### Mondiali
- 2 medaglie:
  - 1 argento (bob a quattro a Lake Placid 1973);
  - 1 bronzo (bob a quattro a Sankt Moritz 1974).

### Europei
- 1 medaglia:
  - 1 bronzo (bob a quattro a Sankt Moritz 1972).